# 進擊的巨人 Before the fall
《進擊的巨人 Before the fall》是由日本小說家涼風涼創作，THORES柴本插畫的輕小說作品，全3卷。改編漫畫版由士貴智志作畫，於《月刊少年天狼星》2013年10月號至2019年5月號期間進行連載，單行本全17卷。為《進擊的巨人》官方衍生作品。本作講述距瑪利亞之牆被破壞的70年前的故事。

## 登場人物

### 第1卷
安海爾·亞德連
本書主角，十八歲，居住於希干希納區的工匠。是個發明狂，開發了立體機動裝置前身的瓦斯裝置、以及用以捕捉巨人的捕捉網。
瑪莉亞·卡爾斯提德
隸屬於駐紮兵團，為自己的工作感到自豪。是安海爾的兒時玩伴，與索魯姆訂婚並孕有一女。
索魯姆·修梅
隸屬於調查兵團。是安海爾的兒時玩伴，與瑪莉亞訂婚，後來為了保護安海爾用手榴彈和巨人同歸於盡。
席斯·曼薩爾
隸屬於調查兵團，任職班長。但在一次牆外調查中不幸喪命，且頭顱被巨人扔至城牆內。與艾蕾娜結為夫妻並孕有一子。
艾蕾娜·曼薩爾
席斯班長之妻。因為不願意接受丈夫喪命的事實以致有點神智不清。後來加入了崇拜巨人的異教，率領著教徒挾持人質並要求打開希干希納區城牆，並不幸死於巨人的入侵。
柯莉娜·伊露瑪莉
十五歲，與安海爾同為工房工匠，同時也是安海爾的助手。後來在異教徒開啟城門使巨人入侵時不幸死於巨人之腳。
塞諾馮·哈爾基摩
三十五、六歲，與安海爾同為工房工匠。前任發明王，負責開發火藥。時常與安海爾鬥嘴，但也不時提供安海爾靈感的得力助手。
赫費爾·畢克爾
此時的調查兵團團長。協助安海爾進行違法牆外調查並成功返回，事件結束引咎辭去隊長職務並擔任訓練兵團指揮教官。
卡斯帕爾·克利斯提安
四十五、六歲。工房長，是個曾經以刀匠聞名的人物，工房內人人懼怕他。

### 第2、3卷
裘克洛·曼薩爾
本書主角，席斯與艾蕾娜之子。因出生時是在巨人吐出來的嘔吐物中，而被稱作巨人之子。自幼被監禁以來不斷在權力人士之間轉賣，從來沒有學習過任何事物，直到遇到夏露露之前都還是處於被凌辱的悲慘狀態，後來與夏露露結婚。
達利歐·伊諾賽西奧
居住在希娜之牆內地的富商，買下了裘克洛並帶回家中監禁，讓自己的兒子任意凌辱。後來死於異教徒之手。
夏比·伊諾賽西奧
達利歐之子。在異教徒襲擊之後加入訓練兵團，並將曾經打倒巨人之子的事蹟掛在嘴邊炫耀。但自己知道裘克洛是遵從指示讓他打的
夏露露·伊諾賽西奧
達利歐之女。教會裘克洛大小事情的人生導師，並於裘克洛被捕之時向調查兵團團長請命救回裘克洛，後來與裘克洛結婚。
卡迪納·鮑麥士達
本為夏露露的未婚夫，後來因政治風暴而被迫入獄，並於監獄中遇識裘克洛與其一齊擬定作戰計畫。
卡爾羅·畢克爾
赫費爾之子。此時的調查兵團團長，發現裘克洛誕生的關鍵人物。在一次牆外調查中看中裘克洛的能力，並於裘克洛被捕之時動用人脈幫助。
羅莎·卡爾斯提德
瑪莉亞與索魯姆之女。在赫費爾·畢克爾和卡爾羅·畢克爾影響下想加入調查兵團，現在訓練兵團裡擔任訓練兵。

## 出版書籍

### 小說
原作為諫山創，由涼風涼撰寫、THORES柴本插畫。
| 卷數 | 講談社        | 講談社                 | 東立出版社     | 東立出版社             |
| 卷數 | 發售日期      | ISBN                   | 發售日期       | ISBN                   |
| ---- | ------------- | ---------------------- | -------------- | ---------------------- |
| 1    | 2011年12月2日 | ISBN 978-4-06-375202-1 | 2012年8月13日  | ISBN 978-986-317-636-7 |
| 2    | 2012年3月30日 | ISBN 978-4-06-375228-1 | 2012年12月17日 | ISBN 978-986-324-460-8 |
| 3    | 2012年6月29日 | ISBN 978-4-06-375243-4 | 2013年10月24日 | ISBN 978-986-337-451-0 |

### 漫畫
於《月刊少年天狼星》2013年8月26日至2019年3月26日進行連載。另在同雜誌的2014年5月號（3月25日）發表與其他衍生作品《進擊的巨人 無悔的選擇》、《進擊！巨人中學校》的出差特別篇企劃。
| 卷數 | 講談社        | 講談社                 | 東立出版社     | 東立出版社             |
| 卷數 | 發售日期      | ISBN                   | 發售日期       | ISBN                   |
| ---- | ------------- | ---------------------- | -------------- | ---------------------- |
| 1    | 2013年12月9日 | ISBN 978-4-06-376439-0 | 2014年5月30日  | ISBN 978-986-348-807-1 |
| 2    | 2014年4月9日  | ISBN 978-4-06-376460-4 | 2014年7月10日  | ISBN 978-986-348-808-8 |
| 3    | 2014年8月8日  | ISBN 978-4-06-376486-4 | 2014年9月26日  | ISBN 978-986-365-513-8 |
| 4    | 2014年12月9日 | ISBN 978-4-06-376515-1 | 2015年2月6日   | ISBN 978-986-382-458-9 |
| 5    | 2015年4月9日  | ISBN 978-4-06-376537-3 | 2015年7月3日   | ISBN 978-986-431-236-8 |
| 6    | 2015年8月7日  | ISBN 978-4-06-376564-9 | 2015年10月19日 | ISBN 978-986-462-086-9 |
| 7    | 2015年12月9日 | ISBN 978-4-06-376590-8 | 2016年2月25日  | ISBN 978-986-462-791-2 |
| 8    | 2016年4月8日  | ISBN 978-4-06-390619-6 | 2016年6月27日  | ISBN 978-986-470-214-5 |
| 9    | 2016年8月9日  | ISBN 978-4-06-390641-7 | 2016年10月24日 | ISBN 978-986-470-860-4 |
| 10   | 2016年12月9日 | ISBN 978-4-06-390667-7 | 2017年2月17日  | ISBN 978-986-482-546-2 |
| 11   | 2017年4月7日  | ISBN 978-4-06-390696-7 | 2017年7月10日  | ISBN 978-986-486-144-6 |
| 12   | 2017年8月9日  | ISBN 978-4-06-390725-4 | 2017年10月30日 | ISBN 978-986-486-717-2 |
| 13   | 2017年12月8日 | ISBN 978-4-06-510504-7 | 2018年3月23日  | ISBN 978-957-26-0472-4 |
| 14   | 2018年4月9日  | ISBN 978-4-06-511218-2 | 2018年6月15日  | ISBN 978-957-26-1139-5 |
| 15   | 2018年8月9日  | ISBN 978-4-06-512288-4 | 2018年11月19日 | ISBN 978-957-26-1724-3 |
| 16   | 2018年12月7日 | ISBN 978-4-06-513812-0 | 2019年4月24日  | ISBN 978-957-26-2368-8 |
| 17   | 2019年4月9日  | ISBN 978-4-06-515204-1 | 2019年7月15日  | ISBN 978-957-26-3237-6 |

## 外部連結
- 進擊的巨人 Before the fall（漫畫）在動畫新聞網百科全書中的資料（英文）